# Ortensia De Meo
Ortensia De Meo, nota anche come Ortensia Bordiga (Castellonorato, 11 gennaio 1883 – 7 aprile 1955), è stata un'attivista italiana.
Militante socialista, aderì al Circolo "Carlo Marx" di Napoli, fondato nel 1912 da Amadeo Bordiga, che sposò il 9 gennaio 1914 e dal quale ebbe due figli, Alma e Oreste. Nel 1921 partecipò alla scissione di Livorno, aderendo al neonato Partito Comunista d'Italia.